# Pepita Jiménez (pel·lícula)
Pepita Jiménez és una pel·lícula dramàtica espanyola del 1975 dirigida per Rafael Moreno Alba i protagonitzada per Sarah Miles i Stanley Baker. El seu argument es basa en la novel·la homònima escrita per Juan Valera el 1874. Va ser l'última pel·lícula de Baker. Hi ha dues versions anteriors, una del 1925 i una altra mexicana del 1946.

## Argument
Luis de Vargas és un jove seminarista que torna al seu poble natal per passar unes vacances abans d'ordenar-se sacerdot. Coneixerà a la promesa del seu pare, la jove vídua Pepita Jiménez, jove vídua. Quan s'adona que se sent atret per ella, decideix marxar del poble.

## Repartiment
- Sarah Miles - Pepita Jiménez
- Stanley Baker - Pedro De Vargas
- Pedro Díaz del Corral - Luis De Vargas
- Eduardo Bea - Curro
- Vicente Soler -s Vicar
- José María Caffarel - Dean
- Mario Vico - Macarena

## Premis
Als Premis del Sindicat Nacional de l'Espectacle de 1975 va rebre tres premis: al millor actor principal (Pedro Díaz del Corral), millor fotografia (José Luis Alcaine) i millors decorats (José Antonio de la Guerra).